# 北京市通信管理局
北京市通信管理局是隶属于北京市人民政府和中华人民共和国工业和信息化部的通信行业管理部门。它负责对北京市辖境内的通信行业特别是电信市场的管理和监督。

## 职责
根据《中央机构编制委员会办公室关于进一步明确工业和信息化部派驻地方通信管理局主要职责有关事宜的批复》（中央编办复字〔2012〕17号）、《工业和信息化部办公厅关于印发北京市通信管理局主要职责内设机构和人员编制规定的通知》（工信厅人〔2012〕258号），北京市通信管理局承担下列职能：
1. 贯彻执行通信行业管理政策法规，统筹规划北京市公用通信网、互联网、专用通信网并实行行业管理；监测分析北京市通信业运行态势并发布引导信息，协调解决行业运行发展中的有关问题；承担推动实施北京市“三网融合”的有关工作。
2. 协调北京市公用通信网、互联网、专用通信网的建设，促进资源共享；受工业和信息化部委托，负责北京市重要通信设施建设管理;监督管理北京市通信建设市场；指导北京市通信业加强安全生产管理工作。
3. 依法监督管理北京市电信与信息服务市场;会同有关部门监督管理电信服务资费和质量；保障普遍服务，推动行业自律;根据授权负责北京市通信网码号、互联网域名和地址等资源的管理；监管北京市公用通信网、互联网、专用通信网互联互通和公平接入。
4. 组织协调北京市应急通信及其它重要通信保障工作；按分工承担北京市国防通信信息动员和战备通信相关工作。
5. 协调管理北京市公用通信网、互联网、专用通信网网络信息安全平台；监管北京市网络运行安全；拟订北京市电信网络安全防护政策并组织实施；负责北京市网络安全应急管理和处置；受工业和信息化部委托，配合开展北京市特殊通信、网络环境和信息治理有关工作，配合处理网络有害信息；拟定北京市通信管制措施并组织实施。
6. 承办工业和信息化部及中共北京市委、北京市人民政府交办的其他事项。

## 机构设置
根据《工业和信息化部办公厅关于印发北京市通信管理局主要职责内设机构和人员编制规定的通知》（工信厅人〔2012〕258号），北京市通信管理局设置下列机构：

### 内设机构
- 办公室（人事处）
- 政策法规处（监察处、机关党委）
- 信息通信发展处
- 信息通信管理处
- 网络安全管理处（战备应急通信办公室、国防信息动员办公室、互联网管理处）
- 建设管理处

### 直属事业单位
- 北京互联网交换中心
- 北京通信行业职业技能鉴定中心

## 业务
北京市通信管理局管理范围在行政区划上包括北京市及所属的东城、西城、崇文、宣武、朝阳、海淀、丰台、石景山、房山、通州、顺义、昌平、大兴、怀柔、平谷、门头沟、密云及延庆。 在此范围内注册的与通信相关的产业均由该局监督管理。此外，如果电信设备物理位置位于北京而拥有该设备产权的公司不在北京市注册，设备仍然会受到北京市通信管理局管理。
主要的管理对象：
- 电信网运营商：如中国电信、中国联通、中国移动等公司在北京实际运营的分公司
- 电信设备生产厂商：如首信诺基亚等公司
- 互联网数据中心（IDC）：如万网等提供因特网服务器托管存放的公司
- 互联网内容提供商（ICP）：如新浪网等提供因特网服务内容的公司或个人